# Baccano!
Baccano! (japonês: バッカーノ!, Hepburn: Bakkāno!, italiano para "zaragata" (pronúncia italiana: [bakˈkaːno])) é uma série japonesa de light novels escrita por Ryohgo Narita e ilustrada por Katsumi Enami. A série, frequentemente contada sob vários pontos de vista, é ambientada principalmente nos Estados Unidos da ficção durante vários períodos de tempo, principalmente na era da proibição. Ele se concentra em várias pessoas, incluindo alquimistas, ladrões, bandidos, mafiosos e Camorristi, que não estão conectados um ao outro. Depois que um elixir da imortalidade é recriado em 1930 em Manhattan, os personagens começam a se cruzar, desencadeando eventos que ficam cada vez mais fora de controle.
A primeira light novel foi lançada em fevereiro de 2003 sob a marca Dengeki Bunko da ASCII Media Works (anteriormente MediaWorks). Até agora, vinte e duas light novels foram lançadas. As light novels foram adaptadas para um anime de dezesseis episódios, dirigida por Takahiro Omori e produzida por Brain's Base e Aniplex. Os treze primeiros episódios foram ao ar no WOWOW de 26 de julho de 2007 a 1 de novembro de 2007; os três finais foram lançados diretamente em DVD. A série também foi adaptada para um mangá de dois volumes, um videogame de aventura para o Nintendo DS e dois CDs de drama. Uma novel adicional foi lançada com o primeiro CD de drama e duas novels spin-off foram lançadas em partes com os DVDs da adaptação do anime.
A Funimation apelidou os episódios de anime em inglês e os licenciou para lançamento nos Estados Unidos e no Canadá. A série também foi licenciada pela Manga Entertainment para lançamentos em inglês no Reino Unido e pela Madman Entertainment para lançamentos na Austrália e Nova Zelândia. Toda a série dublada em inglês foi transmitida pelo Hulu em outubro de 2009 e os episódios com legendas em inglês continuam sendo transmitidos. A Funimation transmite episódios legendados em inglês e dublados em inglês por meio de seu site. A série também foi ao ar nas Filipinas, Hong Kong e Sudeste Asiático na Animax Asia. Em 25 de janeiro de 2016, foi anunciado que os direitos de distribuição doméstica de streaming e DVD para o distribuidor norte-americano do anime, Funimation, expirariam, que ocorreu em 8 de fevereiro de 2016.
As light novels da série foram bem recebidas pelos leitores e também foram premiadas. A primeira light novel, The Rolling Bootlegs, recebeu o Prêmio de Ouro do nono Prêmio Dengeki Novel, realizado pela ASCII Media Works em 2002, depois de chegar ao terceiro lugar. A adaptação para anime da série tem sido popular no Japão e nos Estados Unidos, e também recebeu elogios significativos por sua trama, personagens, dublagem forte, animação e trilha sonora.

## Enredo
Abaixo está um resumo dos últimos vinte e dois volumes em ordem cronológica.
A bordo do navio Advenna Avis em 1711, um grupo de alquimistas convoca um demônio na esperança de ganhar a vida eterna. O demônio dá a eles um elixir da imortalidade e o método para acabar com sua existência, "devorando" um ao outro, e concede à convocadora Maiza Avaro a fórmula do elixir. Maiza e a maioria dos alquimistas decidem que ninguém mais deve se tornar imortal; apenas Szilard Quates se opõe. Naquela noite, os alquimistas começam a desaparecer, devorados por Szilard. Percebendo a ameaça representada por ficarem juntos, eles se espalham pelo mundo.
Em Nova Iorque, em novembro de 1930, Szilard consegue recriar o elixir, apenas para roubá-lo pelo jovem bandido Dallas Genoard. O elixir se move continuamente pela cidade por causa de Dallas, com os três irmãos mafiosos Gandor, os dois ladrões idiotas Isaac Dian e Miria Harvent e o protegido Firo Prochainezo de Maiza e sua família Camorra, o Martillo, todos passando por lá. Szilard faz de Dallas um imortal incompleto (o que significa que ele ainda envelhece) para recuperar o elixir. No entanto, todas as outras partes consomem acidentalmente o elixir, confundindo-o com álcool, em uma festa por Firo. Firo se apaixona pelo imortal homúnculo de Szilard Ennis, que trai Szilard dizendo a Firo como devorar Szilard, o que ele faz. Os Gandor cimentam Dallas a um barril no fundo do rio Hudson para puni-lo por matar membros de Gandor.
No final de 1931, os Gandor lutam contra a família Runorata pelo controle da mesma área após o surgimento de uma nova droga. Em uma tentativa de resolver a situação, Luck Gandor pede à sua irmã adotiva Claire Stanfield, uma assassina psicopática e maestro, que viaje para Nova York. Claire concorda e, como maestro, embarca no trem transcontinental do Flying Pussyfoot . O trem é sequestrado pelas gangues Russo e Lemure, que estão tentando sequestrar a família de um senador, e uma batalha se inicia entre as duas gangues. Jacuzzi Splot, Nice Holystone e sua gangue tentam proteger os passageiros e combater os seqüestradores, enquanto Claire assume a identidade do Rail Tracer, um monstro que come passageiros de trem, e mata grande parte do Russo e do Lemure. Durante um confronto entre Ladd Russo e Chane Laforet e os Lemure, Claire interrompe e propõe Chane Laforet, que é filha de Huey Laforet, um dos imortais originais a bordo do Advenna Avis . Uma agente clandestina em série e agente de jornal chamada Rachel foge de Claire e acaba ajudando no resgate dos reféns. Os últimos membros remanescentes do Lemure são derrotados pela gangue de Jacuzzi, enquanto o sádico assassino Ladd Russo é encarcerado e perde o braço para Claire. Ao mesmo tempo, Ennis escreve para Isaac e Miria, convidando-os para Manhattan. A dupla embarca no mesmo trem e encontra Jacuzzi, e inconscientemente impeça Czeslaw Meyer de encenar atos malévolos através de bombas a serem usadas na Guerra às Drogas de Nova York.
O trem chega no Ano Novo de 1932 com os sobreviventes seguindo caminhos separados: Jacuzzi e Nice escapam da custódia e se escondem depois que sua base de operações em Chicago foi tomada pela família Russo; Rachel, colecionadora de informações, retorna aos Dias Diários praticamente ilesa; Isaac e Miria apresentam Czes à família Martillo e são posteriormente adotados por Firo e Ennis, que mais tarde se casam, como irmão do último; e Claire começa sua missão de exterminar os inimigos de seus irmãos adotivos, com suas intenções de encontrar Chane e se casar com ela depois que o trabalho estiver concluído.
Mais tarde naquele ano, em 1932, a irmã de Dallas, Eve, procura por Dallas, colocando-a em desacordo com a família Gandor. Essas histórias envolveram a empresa de informações do Daily Days News e a trama de drogas dos Runorattas com Begg, um conhecido alquimista imortal viciado em drogas do território invasor de Gandor, por Maiza, através de suas drogas milagrosas, testando-o em espectadores inocentes, incluindo um jovem chamado Roy Maddock. Eventualmente, Eve é apanhada na guerra de território que envolve drogas com a família Runoratta e Gandors, as ramificações da guerra de território que afetam dois amantes: Gandor, a simpática garçonete Edith e seu namorado, revelou-se Roy. O clímax do conflito resulta em Luck dizendo secretamente a Eve onde Dallas a poupará do derramamento de sangue, e com a ajuda de Claire, a guerra de território termina com resultados agridoces para Edith e Roy agora associados aos Gandors até que terminem a dívida que eles compilaram. história, embora em termos mais felizes.
Eventualmente, em 1933, Dallas é retirado do rio, mas logo depois, ele é sequestrado pelas Larvas, um grupo que trabalha para Huey Laforet. Enquanto isso, as operações da Jacuzzi começam a invadir o território de Gandor e Martillo. Representantes (Ronnie Schiatto, Ennis, Maria Barcelito e Tick Jefferson) de ambos os grupos convergem para a casa de Eve, onde sua gangue fica junto com Isaac e Miria. Ao mesmo tempo, as larvas chegam para pedir a ajuda de Jacuzzi; eles sequestraram Dallas para provar que a imortalidade é possível e tentam convencer Jacuzzi a se juntar a eles, mas isso se transforma em um incidente na mansão, forçando ambas as partes a recuar temporariamente e atrair a atenção de Claire depois de ouvir Chane ser ferida no golpe. Seu conflito chega a um edifício de destaque em Nova York chamado Mist Wall, a maior filial do pesquisador e desenvolvedor de equipamento militar Nebula, é bombardeado de acordo com o plano de Huey, mas atenuado pela intervenção de várias partes envolvidas. As gangues evitam mais uma catástrofe ao interromper o grupo Larvas e com Tick Jefferson fazendo as pazes com o líder Larvas, Tim, que revelou ser seu irmão mais novo perdido antes de seguir caminhos separados.
No ano seguinte, em 1934, na Ilha de Alcatraz, Ladd Russo faz amizade com Firo, que foi enquadrado pelo companheiro imortal Victor Talbot pelo bombardeio público em Mist Wall e Isaac, que finalmente foi pego por seus roubos, deixando Miria melancólica. Todos os três homens se encontram com Huey Laforet em ocasiões distintas, que foram acusados de traição e conspiração anos atrás por terem se afiliado aos Lemures entre outros atos terroristas. Enquanto isso, Christopher Shouldered, o homúnculo de Huey, e Graham Specter, seguidor leal de Ladd, causam uma guerra total em Chicago através de várias batalhas promovidas pela família Lamia, Nebula e Russo, lideradas por um agora imortal Placido Russo a cada batalha por suas vidas. Depois, Jacuzzi e sua gangue retornam a Chicago, enquanto Ladd tenta matar Huey e falha, graças aos esforços de Isaac, Firo e irmã de homúnculo de Chane, Leeza Laforet; no entanto, a briga resultou no olho de Huey, com a ajuda do agente Sham de Lamia, um homúnculo que pode dominar a consciência por contato através do corpo em forma de água. O grupo de homúnculos Lamia (associado às larvas, o grupo anteriormente encontrado pelo elenco em 1933) causa problemas para a família Russo enquanto isso acontece. Vários Lamia juntam suas forças e outros se separam após o conflito, particularmente Christopher se unindo à família Russo para proteger o herdeiro andrógino Ricardo Russo, juntamente com Sickle e Graham Spector, membro de Lamia. Isaac é finalmente libertado de Alcatraz junto com Firo depois de cumprir sua missão. Placido Russo, avô de Ricardo e tio de Ladd, acaba se tornando imortal e consumido pelo cientista do Nebula, Renee, por seu fracasso em impedir a fúria de Chicago, resultando em Ricardo herdando a família do crime.
O restante da trama se concentra em uma facção ainda mais antiga dos Imortais, liderada pelo mentor e ex-amante de Huey, Renee Paramedes Branvillier detalhou seu relacionamento com os imortais de 1711, de 1700 a 1730 e como a corporação Nebula se envolve contra as outras famílias do crime. aliando-se ao senador Manfred Beriam, que guarda rancores malévolos contra imortais.
Em 1935, Um imortal em particular chamado Melvi mira em Firo manipulando todo o elenco para participar de uma festa de cassino royale de alto risco em um edifício recém-criado chamado Ra's Lance, administrado por várias famílias da máfia, no entanto muitos outros personagens têm várias agendas que ameaçam seu plano. Ele pretende colocar em perigo Ennis para extrair as memórias de Szilard Quaites comendo Firo, sem saber que seu guarda-costas é Claire Stanfield, resultando em sua derrota. Mais tarde, Renee continua a perseguir Huey, tentando recuperar sua filha Chane para um experimento que a coloca em desacordo com Claire, que pretende se casar com sua filha. Até o momento em que este artigo foi escrito, o conflito permanece sem solução.
Em 2001, Maiza e alguns imortais aparecem em uma cidade rural da Europa para prender um colega alquimista e imortal Elmer C. Albatross, que estava disfarçado de demônio e foi preso pelos habitantes locais. Eles descobrem uma conspiração milenar que detalha as origens dos homúnculos de água da década de 1930 (Sham e Leeza Laforet, irmã de Chane) e também interrompem os experimentos com as pessoas que estavam em andamento na cidade, pois desconheciam o desaparecimento de Szilard Quaite por quase o século restante, seu descendente Bild Quaites mais tarde encontra os imortais e revela os horríveis segredos da vila. Phil e Felt Nebil, homúnculos resultantes das experiências de Szilard, são subsequentemente libertados da vila e autorizados a vagar pela terra, terminando em Nova York após a provação.
Em 2002, um culto chamado SAMPLE lança um assalto para replicar o incidente Flying Pussyfoot através de um navio de cruzeiro gêmeo chamado Exit and Entrance, apenas para ser frustrado por Claire Stanfield e os descendentes de Chane Laforet, Claudia e Charon Walken com Jaccuzi Splot e o descendente de Nice Holystone, Bobby Splot junto com sua gangue com assessor inconsciente de outra facção chamada Mask Makers, liderada pelo descendente de Huey, Luchino B. Campanella. É finalmente revelado que o atormentador de Czes, Fermet, é de fato o mentor e vilão geral da série depois de Szilard Quates.

## Produção

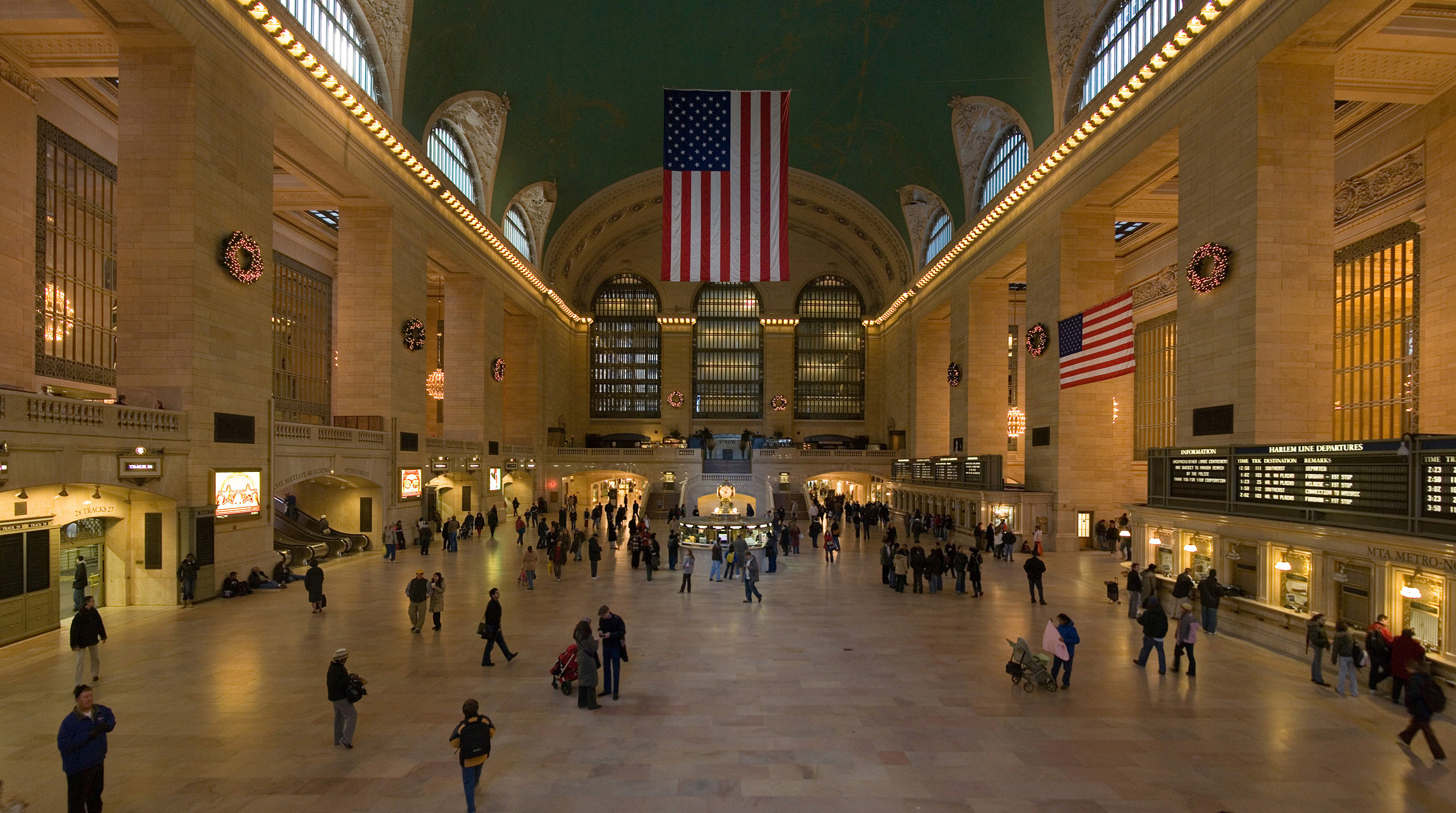
Para retratar Manhattan com precisão, Ito Satoshi, diretor de arte do anime, visitou locais como o Grand Central Terminal.

Ryohgo Narita queria escrever uma história ambientada durante a Proibição e escolheu uma light novel como meio, porque poucos deles tinham esse cenário. Ele acreditava que essa escolha atrairia melhor o interesse dos juízes da ASCII Media Works. Depois que Narita viu The Untouchables, ele passou cerca de dez dias trabalhando com inspirações e criou o Baccano! "fora de [seus] cálculos inúteis". Enquanto escrevia a primeira light novel, The Rolling Bootlegs, ele consultou muitos livros enquanto escrevia e misturava elementos fictícios com situações históricas para criar um fluxo de enredo único. A história que ele planejou originalmente era sobre um mágico antigo que foi revivido durante a Proibição e começou a aterrorizar Nova Iorque. Um grupo de mafiosos se opõe violentamente ao mago. No entanto, a história se tornou muito diferente do conceito original. Narita nunca escreveu um esboço detalhado para a novel e fica aliviado por esse fato, porque permitiu que os personagens "se movessem por conta própria". As etapas originais da série incluíram mais elementos sobrenaturais. Maiza Avaro era um hipnotizador; Ennis era um súcubo; Szilard era um mágico. Além disso, todos os membros da Camorra, exceto Firo, não sobreviveram. Apesar das grandes diferenças entre os conceitos iniciais dos personagens e o resultado, Narita está "feliz" por essas idéias não terem sido usadas na novel final.
Narita não começou a trabalhar em uma segunda novel durante os seis meses após a publicação do The Rolling Bootlegs porque seu editor-chefe pediu que ele não escrevesse nada até depois de se formar na universidade. Após sua formatura, ele foi convidado a publicar seu próximo livro em agosto e enviou seus manuscritos no final de abril, um pouco atrás dos prazos originais. Ele havia escrito mais de 400 páginas, pagando mais de 700 ienes, o que é um preço alto para uma novel escrita por um recém-chegado. Isso preocupou Narita, porque era improvável que alguém comprasse a novel. Como resultado, ele e seu editor-chefe decidiram que a novel seria lançada em duas partes. No entanto, Narita ainda estava ansioso por publicar uma novel tão longa. Para se motivar a escrever mais, ele costumava se referir ao diálogo que havia escrito para Ladd Russo. Como na primeira novel, o enredo mudou por causa dos "movimentos" dos personagens, principalmente Claire Stanfield. Narita observou que todos os Lemure e Russo, com exceção de um personagem chamado Neider, foram originalmente planejados para morrer, mas a presença de Claire na novel deixou esse conceito "em ruínas". Além disso, Chane Laforet, que não era muito querida pelo autor, também deveria morrer, mas com o passar do tempo, Narita se apegou a ela e mudou seu destino.
Ao criar a série de anime, o diretor de arte Ito Satoshi e outros membros da equipe exploraram Manhattan e os bairros vizinhos para retratar com precisão a área. Eles visitaram o bairro Hell's Kitchen, Chinatown, Little Italy, Grand Central Terminal e vários locais no Brooklyn e ao longo do East River, muitos dos quais fornecem o pano de fundo para os eventos em Baccano!. A equipe também visitou o Local Histórico Nacional de Steamtown para criar locomotivas a vapor precisas.
Tyler Walker, diretor de ADR da dublagem inglesa da série, realizou audições por seis dias, durante os quais cerca de 140 pessoas vieram para os dezoito papéis principais. Walker afirma que este é provavelmente o processo de elenco mais longo que a Funimation realizou. Ele comenta que, como existem muitos personagens e a maioria deles são homens mais velhos, era difícil um tipo de personagem com o qual ele não trabalhava frequentemente, escolher dubladores e familiarizá-los com seus personagens era difícil. Ele pediu recomendações a muitos diretores e atores e, principalmente, pretendia lançar os recém-chegados, ao sentir Baccano! deu a ele a chance de descobrir novos talentos. Walker desejava encontrar atores que pudessem fornecer o dialeto e os sotaques dos vários períodos e locais, especialmente ao escolher personagens com sotaques europeus pesados.
Para se preparar para escrever o roteiro, Walker assistiu a vários filmes com bandidos. Ele tentou pegar o que pôde de The Untouchables, especialmente a interpretação de Robert De Niro de Al Capone. Walker assistiu a filmes criados e ambientados na década de 1930, incluindo, entre outros, The Public Enemy, Little Caesar, Era uma vez na América, Miller's Crossing e vários filmes estrelados por James Cagney, porque ele acreditava que eles dariam a ele uma sensação mais verdadeira de como as pessoas da época soaram e conversaram. Ele queria capturar a linguagem e o ritmo. Porque Baccano! é um "filme de gangster estilizado" e, devido à natureza do anime, ele tornou o diálogo mais florido e cheio de jargões do que seria na realidade.

## Mídia

### Light novels
As light novels de Baccano! são escritas por Ryohgo Narita e ilustrados por Katsumi Enami. Originalmente, Narita concorreu com sua primeira novel no nono Prêmio Dengeki Novell da ASCII Media Works em 2002 e a novel ganhou o prêmio de ouro, ficando em terceiro. A primeira novel foi lançado em fevereiro de 2003 sob a marca Dengeki Bunko da ASCII Media Works, e em 3 de março de 2013, vinte novels foram lançados. Além disso, uma novel acompanhou o primeiro CD de drama, lançado em 31 de março de 2006, e duas novels spin off foram lançados em partes com DVDs do anime adaptação, lançado de 24 de outubro de 2007 a 28 de maio de 2008.
A Daewon C.I. licenciou o lançamento em coreano da série na Coréia do Sul e lança as novels sob a marca NT Novels. Um lançamento em língua chinesa em Taiwan e Hong Kong é publicado pela filial de Taiwan da Kadokawa Media sob a marca Fantastic Novels.
Foi anunciado na Anime Expo de 2015 que a Yen Press começará a publicar as novels de Baccano! em inglês em 2016. A edição em inglês do primeiro volume, The Rolling Bootlegs, foi publicada em maio de 2016.

### CDs de drama
A série foi adaptada em dois CDs de drama. O primeiro, intitulado 1931 Local Chapter ・ Express Chapter (鈍行編・特急編, Donkōhen ・ Tokkyūhen) The Grand Punk Railroad, foi lançado em 31 de março de 2006 pela MediaWorks. Nomeado após a segunda e terceira light novel, o CD reconta os eventos que ocorrem no trem Flying Pussyfoot.
O segundo CD, Firo Prochainezo witnesses the 53rd death of Pietro Gonzalez (フィーロ・プロシェンツォ、ピエトロ・ゴンザレスの五十三回目の死を目撃す, Firo Puroshentso, Pietoro Gonzaresu no gojūsankaime no shi o mokugeki su), foi lançado pela Movic em 24 de outubro de 2007. Segue Firo e Luck enquanto perseguem dois homens para uma pequena vila no México e tentam recuperar o dinheiro roubado das famílias Martillo e Gandor.

### Animes
Uma série de anime de 16 episódios dirigida por Takahiro Omori e produzida por Brain's Base, Aniplex e Movic adaptou duas light novels. Os episódios descrevem os eventos que vão de 1930 a 1932 de maneira não linear, incluindo a recriação do elixir da imortalidade, o seqüestro do Pussyfoot Voador, a caçada de Eve por seu irmão e a guerra de gangues entre os Gandor e os Runorata. Os primeiros treze episódios foram ao ar no Japão de 26 de julho de 2007 a 1º de novembro de 2007 no WOWOW, uma estação japonesa de pay-per-view, e os três últimos foram lançados diretamente em DVD. A série estreou na televisão norte-americana quando começou a ser exibida no Funimation Channel em 6 de setembro de 2010.
Oito compilações em DVD foram lançadas pela Aniplex, cada uma contendo dois episódios, sendo a primeira lançada em 24 de outubro de 2007 e a oitava em 28 de maio de 2008. Uma boxset de edição limitada do Baccano! em Blu-ray foi lançado em 26 de janeiro de 2011 pela Aniplex. Em 21 de julho de 2008, a Funimation anunciou que licenciou o Baccano! para um lançamento norte-americano. Quatro compilações de DVD foram lançadas, a primeira em 27 de janeiro de 2009 e a quarta em 16 de junho de 2009. Um conjunto completo de caixas de coleta de DVD foi lançado em 29 de dezembro de 2009 e relançado em 28 de dezembro de 2010 como parte de uma coleção Viridian de preço mais baixo. Uma boxset de edição limitada em Blu-ray foi lançada em 17 de maio de 2011. Toda a série dublada em inglês foi transmitida pelo Hulu em outubro de 2009 e os episódios com legendas em inglês continuam sendo transmitidos, e o Funimation transmitiu episódios legendados e dublados em seu site. Na Austrália e na Nova Zelândia, a série é licenciada pela Madman Entertainment, que lançou a série em quatro DVDs entre 24 de junho de 2009 e 21 de outubro de 2009. Um boxset foi lançado em 17 de março de 2010. Baccano! é licenciado no Reino Unido pela Manga Entertainment e foi lançado como um conjunto completo em 11 de outubro de 2010. A série é exibida nas Filipinas, Hong Kong, Índia, Paquistão e Sudeste Asiático na Animax Asia.
Foi anunciado em 25 de janeiro de 2016 que os direitos de distribuição e transmissão em DVD da Funimation para o anime expirariam em 8 de fevereiro de 2016 e a série será transferida para a Aniplex of America.

### Trilha sonora
A trilha sonora original da série foi lançada como Spiral Melodies em 24 de outubro de 2007 pela Aniplex. Dois singles, "Gun's & Roses", de Paradise Lunch e "Calling", de Kaori Oda, foram lançados em 22 de agosto de 2007. "Gun's and Roses" continha o tema de abertura, uma versão vocal da abertura, duas músicas e versões de karaokê das três faixas. O single "Calling" incluiu o tema final, outra faixa e as versões de karaokê dos dois.

### Mangá
Uma adaptação de mangá intitulada Baccano! 1931 A estrada de ferro Grand Punk foi escrita por Narita e ilustrada por Ginyū Shijin. Foi publicado no Dengeki Comic Gao! revista de 27 de dezembro de 2006 a 27 de fevereiro de 2008 e foi coletada em dois volumes lançados em 27 de julho de 2007 e 26 de abril de 2008. Os capítulos se concentram no seqüestro do trem Flying Pussyfoot. O lançamento em chinês é publicado pela filial de Taiwan da Kadokawa Media.
Uma segunda adaptação, escrita por Shinta Fujimoto e publicada na revista Young Gangan da Square Enix, começou a ser publicada em 16 de outubro de 2015. A série é licenciada pela Yen Press, que publica os capítulos simultaneamente com o Japão. A série terminou em 6 de janeiro de 2017.

#### Lista de volumes
| Data de lançamento no Japão                                                 | ISBN japonês                                                           | Data de lançamento da versão em inglês                                 | ISBN inglês                                                            |
| --------------------------------------------------------------------------- | ---------------------------------------------------------------------- | ---------------------------------------------------------------------- | ---------------------------------------------------------------------- |
| 10 de fevereiro de 2016                                                     | ISBN 978-4-7575-4876-3                                                 | 30 de janeiro de 2018                                                  | ISBN 9780316552783                                                     |
| 1. "1927 NY" 2. "San Gennaro" 3. "Determination" 4. "Devotion" 5. "Destiny" |                                                                        |                                                                        |                                                                        |
| 10 de agosto de 2016                                                        | ISBN 978-4-7575-5072-8                                                 | 10 de abril de 2018                                                    | ISBN 9780316448451                                                     |
| 6. "Day 1" 7. "Encounter" 8. "Lost" 9. "Szilard"                            | 6. "Day 1" 7. "Encounter" 8. "Lost" 9. "Szilard"                       | 10. "Gandor Family" 11. "Thief Couple" 12. "Ennis" 13. "Tipping Point" | 10. "Gandor Family" 11. "Thief Couple" 12. "Ennis" 13. "Tipping Point" |
| 10 de abril de 2017                                                         | ISBN 978-4-7575-5268-5                                                 | 22 de maio de 2018                                                     | ISBN 9780316448482                                                     |
| 14. "Camorrista" 15. "Party! Party! Party!" 16. "Day 2" 17. "Confront"      | 14. "Camorrista" 15. "Party! Party! Party!" 16. "Day 2" 17. "Confront" | 18. "Archnemesis" 19. "Homunculus" 20. "Intruder"                      | 18. "Archnemesis" 19. "Homunculus" 20. "Intruder"                      |

### Jogo eletrônico
Em 28 de fevereiro de 2008, o MediaWorks lançou um jogo de aventura, intitulado Baccano!, para o Nintendo DS. Baseado nas duas light novels da Grand Punk Railroad, o jogo narra os eventos a bordo do trem Flying Pussyfoot de várias perspectivas. O objetivo do jogador é ajudar os passageiros a chegarem com segurança a Nova York, selecionando as opções corretas. O jogo pode terminar com um dos cinquenta cenários, dependendo das decisões do jogador.

### Artbook
Em 20 de fevereiro de 2009, a ASCII Media Works lançou um artbook intitulado Katsumi Enami Artbook Baccano! (エナミカツミ画集バッカーノ!, Enami Katsumi Gashū Baccano!) (エ ナ ミ カ ツ 画集 バ ッ カ ー! Enami Katsumi Gashū Baccano!). O livro não apenas apresentava ilustrações desenhadas por Enami, mas também incluía uma história intitulada Boy Czeslaw, Fellows of the Forest (of Buildings) (チェスワフぼうやと、(ビルの)森の仲間達, Chesuwafu Bōya to, (Biru no) Mori no Nakamatachi).

## Recepção
Enquanto analisava a primeira light novel, Gabriella Ekens, da Anime News Network, disse que "a prosa em Baccano! é extremamente instável, movendo-se rapidamente, concentrando-se fortemente no diálogo e na ação". No entanto, ela encarou o gore como um golpe para se divertir.
A adaptação anime de Baccano! recebeu críticas positivas. Vários críticos de vários sites elogiaram a série por seu enredo, personagens, animação, trilha sonora e dublagem, especialmente a versão dublada em inglês. Por exemplo, a THEM Anime Reviews deu a toda a série uma pontuação de 5 de 5 estrelas, com o revisor Bradley Meek afirmando que o programa era "uma alegria de assistir" e apesar do fato de "a série terminar em um epílogo que parece um pouco raso", deixou-o com "o melhor sentimento possível: uma mistura de contentamento e fome de ver mais". Ele também elogiou a série por sua animação, que parecia "ótima por toda parte, especialmente para uma série de TV", antes de resumir a série como "uma bela e confusa confusão de caos e prazer".
Baccano! recebeu elogios significativos dos críticos da Anime News Network. Theron Martin descreveu o anime como "às vezes bem-humorado, às vezes brutal e quase sempre divertido". Ele afirmou que a "trama complexa e o elenco volumoso do anime, combinados com dublagem, animação e trilha sonora fortes, fazem desta uma série imperdível para os fãs de histórias de mafiosos americanos" e conclui que "esse pode ser um dos melhores [animes] do ano". Em sua resenha, Carl Kimlinger afirmou Baccano! ser "uma das melhores e, certamente, a série mais habilmente escrita nos últimos anos" e a descreveu como "letalmente divertida" antes de atribuir à série uma classificação "A" para as versões legendada e dublada.
Davey C. Jones, da Active Anime, elogiou o anime, afirmando que "Como Pulp Fiction mudou a maneira como vimos filmes, Baccano será a história que mudará a maneira como vemos o anime" concluindo que "do início ao fim, é um passeio único e louco do começo ao final sem fim" e que "Baccano oferece algo verdadeiramente único no anime".

Daryl Surat e Mike Toole, do Anime World Order Podcast, consideram Baccano! ser a "escolha da melhor série de 2007 (ou 2009, dependendo de como você deseja contar)". Bryce Coulter, da Mania Entertainment, atribuiu à série completa uma classificação 'B', afirmando que é "uma partida drástica e bem-vinda da sua fórmula típica de anime e é isso que a torna tão intrigante" e concluindo que ela tem um "pouco de comédia", drama, ação e romance se transformaram em uma grande confusão de diversão!"